# Instituto Charles Babbage
O Instituto Charles Babbage, em inglês: Charles Babbage Institute (CBI), é um centro de pesquisas na Universidade de Minnesota, especializado na história da tecnologia da informação, particularmente a história desde 1935 da computação digital, programação/software e rede de computadores.
O nome do instituto homenageia Charles Babbage, inventor inglês do computador programável, no século XIX.

## Atividades
Além de conter importantes arquivos históricos, em papel e de forma eletrônica, seu quadro de historiadores e arquivistas efetua e publica pesquisa histórica e arquivística, promovendo o estudo da história da tecnologia de informação internacionalmente. O CBI também realiza e incentiva pesquisas na área e tópicos relacionados (tal como métodos de arquivamento). Para isto oferece bolsas de pós-graduação e de viagem, organiza conferências e workshops; e participa de programas públicos. 
Também de valor para pesquisadores são suas grandes coleções de História Oral em forma de entrevistas, aproximadamente 400. Muitas histórias orais com importantes personalidades antigas foram efetuadas pelo CBI com colegas colaboradores. Devido à parca documentação sobre o desenvolvimento dos primeiros computadores, estas histórias orais são documentos de valor imenso. A maioria das histórias orais foi transcrita e disponibilizada online.
As coleções arquivadas também contém manuscritos, documentos de associações profissionais, documentos de corporações (incluindo Burroughs e a Control Data Corporation, dentre muitas outras), publicações comerciais, periódicos, manuais, material fotográfico, e uma variedade de outros materiais de referência raros.
O CBI é agora um centro da Universidade de Minnesota, localizado na Região Metropolitana de Minneapolis-Saint Paul, no campus de Minnesota.